# Harmar Harmar-Nicholls
Harmar Harmar-Nicholls, baron Harmar-Nicholls (ur. 1 listopada 1912 w Walsall, zm. 15 września 2000) – brytyjski polityk i menedżer, wieloletni członek Izby Gmin i Izby Lordów, poseł do Parlamentu Europejskiego I kadencji.

## Życiorys
Syn górnika i właściciela zajazdu Charlesa Nichollsa oraz Sarah z domu Wesley. Ukończył studia, w 1941 uzyskał uprawnienia barristera w ramach Middle Temple. Nie podjął praktyki w zawodzie, pracował jako geodeta i właściciel firmy z tej branży. Podczas II wojny światowej walczył w korpusie inżynieryjnym w Indiach i Birmie, doszedł do stopnia lejtnanta British Army. Po powrocie do kraju w 1945 został dyrektorem w przedsiębiorstwie produkującym farby i szefem stowarzyszenia tej branży, w 1946 objął funkcję sędziego pokoju. Później zatrudniony w Lloyd's of London i członek rady dyrektorów Radio Luxembourg. Został właścicielem przedsiębiorstw z branży ubezpieczeniowej, hotelarskiej oraz kasyn.
Od 1930 działał w Junior Imperial League, młodzieżówce Partii Konserwatywnej. W 1938 wybrany do rady miejskiej Darlaston, w 1949 został jej przewodniczącym. W latach 1950–1974 zasiadał w Izbie Gmin z okręgu Peterborough. Pełnił funkcję parlamentarnego sekretarza przy ministrze rolnictwa, rybołówstwa i żywności (1956–1957) oraz pracy (1957–1960). Po nieuzyskaniu reelekcji do Izby Gmin w 1975 wykreowany baronem Harmar-Nicholls i ustanowiony parem dożywotnim w Izbie Lordów, zasiadał w niej do 2000. W 1979 wybrany posłem do Parlamentu Europejskiego, należał do Europejskich Demokratów.
Od 1940 żonaty z Dorothy Edwards, miał dwie córki, w tym aktorkę Sue Nicholls.